# Polygala monticola
Polygala monticola är en jungfrulinsväxtart som beskrevs av Carl Sigismund Kunth. Polygala monticola ingår i släktet jungfrulinssläktet, och familjen jungfrulinsväxter. Inga underarter finns listade i Catalogue of Life.